# Vice-presidente da Colômbia
O Vice-presidente da Colômbia é o segundo mais alto cargo oficial eletivo do governo dos Colômbia, depois do presidente. Como primeiro na linha de sucessão presidencial, o vice-presidente exerce o mandato de presidente de forma imediata quando este morre, renuncia, ou é afastado do cargo por decisão judicial. Desde 1999 o vice-presidente e a sua família têm residido no Casa Vice-Presidencial, no La Candelaria em Bogotá.
O desenvolvimento do cargo de Vice-Presidente teve uma curta evolução em comparação com o cargo de presidente, devido à percepção do cargo e ao quão problemática se tornou a existência do presidente, o que levou à eliminação do cargo por mais de 50 anos o período mais longo, de 1909 a 1994 durante este período, as responsabilidades do presidente como vice-chefe de estado foram assumidas pelo Presidencial Designado, utilizando gradualmente os poderes executivos em nome do presidente. 
O vice-presidente da Colômbia é eleito para um cargo de 4 anos como o presidente, sem possibilidade de reeleição.
Francia Márquez é a atual vice-presidente da Colômbia desde 7 de agosto de 2022, sendo a segunda mulher e a primeira mulher afro a ocupar o cargo.